# Premios de la Sociedad Internacional de Cinéfilos 2025
La 22ª edición de los Premios de la Sociedad Internacional de Cinéfilos se celebrará el 9 de febrero de 2025. La cinta india La luz que imaginamos ha recibido la mayor cantidad de nominaciones, con 9 en total. Le sigue con 8 menciones la estadounidense El brutalista.

## Premios y nominaciones

### Mejor película
| País           | Título                           | Director             |
| -------------- | -------------------------------- | -------------------- |
| España         | Tardes de soledad                | Albert Serra         |
| India          | La luz que imaginamos            | Payal Kapadia        |
| Estados Unidos | Anora                            | Sean Baker           |
| Francia        | La bestia                        | Bertrand Bonello     |
| Estados Unidos | El brutalista                    | Brady Corbet         |
| China          | A la deriva                      | Jia Zhangke          |
| Estados Unidos | Rivales                          | Luca Guadagnino      |
| Japón          | El mal no existe                 | Ryûsuke Hamaguchi    |
| Portugal       | Gran tour                        | Miguel Gomes         |
| Reino Unido    | Mi única familia                 | Mike Leigh           |
| Estados Unidos | El brillo de la televisión       | Jane Schoenbrun      |
| Estados Unidos | Jurado Nº 2                      | Clint Eastwood       |
| Estados Unidos | Megalópolis                      | Francis Ford Coppola |
| Francia        | Misericordia                     | Alain Guiraudie      |
| Estados Unidos | Los chicos de la Nickel          | RaMell Ross          |
| España         | Volveréis                        | Jonás Trueba         |
| España         | La habitación de al lado         | Pedro Almodóvar      |
| Alemania       | La semilla de la higuera sagrada | Mohammad Rasoulof    |
| Reino Unido    | La sustancia                     | Coralie Fargeat      |
| Reino Unido    | Hacia una tierra desconocida     | Mahdi Fleifel        |

### Resto de categorías
| Mejor director - Bertrand Bonello – La bestia - Brady Corbet – El brutalista - Miguel Gomes – Gran tour - Alain Guiraudie – Misericordia - Payal Kapadia – La luz que imaginamos - RaMell Ross – Los chicos de la Nickel - Jane Schoenbrun – El brillo de la televisión              | Mejor actor - Mahmood Bakri – Hacia una tierra desconocida - Adam Bessa – La red fantasma - Adrien Brody – El brutalista - Daniel Craig – Queer - Colman Domingo – Las vidas de Sing Sing - Keith Kupferer – Luz fantasma - Abou Sangaré – La historia de Souleymane                                  |
| Mejor actriz - Marianne Jean-Baptiste – Mi única familia - Nicole Kidman – Babygirl - Kani Kusruti – La luz que imaginamos - Demi Moore – La sustancia - Léa Seydoux – La bestia - Fernanda Torres – Aún estoy aquí                                                                  | Mejor actor de reparto - Yura Borisov – Anora - Guy Pearce – El brutalista - Adam Pearson – Un hombre diferente - Aram Sabbagh – Hacia una tierra desconocida - Ricardo Teodoro – Baby - Brandon Wilson – Los chicos de la Nickel                                                                     |
| Mejor actriz de reparto - Michele Austin – Mi única familia - Joan Chen – Dìdi - Aunjanue Ellis-Taylor – Los chicos de la Nickel - Chhaya Kadam – La luz que imaginamos - Aubrey Plaza – Megalópolis - Divya Prabha – La luz que imaginamos                                          | Mejor reparto - La luz que imaginamos - Anora - Cónclave - Luz fantasma - Mi única familia - Misericordia |
| Mejor guion original - La luz que imaginamos – Payal Kapadia - Anora – Sean Baker - Rivales – Justin Kuritzkes - Mi única familia – Mike Leigh - Misericordia – Alain Guiraudie - La semilla de la higuera sagrada – Mohammad Rasoulof                                               | Mejor guion adaptado - La bestia – Bertrand Bonello, Benjamin Charbit, Guillaume Bréaud - Cónclave – Peter Straughan - Aún estoy aquí – Murilo Hauser, Heitor Lorega - Los chicos de la Nickel – RaMell Ross, Joslyn Barnes - Queer – Justin Kuritzkes - La habitación de al lado – Pedro Almodóvar   |
| Mejor fotografía - Tardes de soledad – Artur Tort - La luz que imaginamos – Ranabir Das - El brutalista – Lol Crawley - Gran tour – Guo Liang, Sayombhu Mukdeeprom, Rui Poças - Los chicos de la Nickel – Jomo Fray - Nosferatu – Jarin Blaschke                                     | Mejor edición - Tardes de soledad – Albert Serra, Artur Tort - La luz que imaginamos – Clément Pinteaux - A la deriva – Yang Chao, Matthieu Laclau, Xudong Lin - Rivales – Marco Costa - Gran tour – Telmo Churro, Pedro Filipe Marques - Mexico will no longer exist! – Annalisa D. Quagliata Blanco |
| Mejor diseño de producción - La bestia – Katia Wyszkop - El brutalista – Judy Becker - Nosferatu – Craig Lathrop - Queer – Stefani Baisi - La habitación de al lado – Inbal Weinberg - La sustancia – Stanislas Reydellet                                                            | Mejor banda sonora - Blue Giant – Hiromi Uehara - El brutalista – Daniel Blumberg - Rivales – Trent Reznor, Atticus Ross - El mal no existe – Eiko Ishibashi - La red fantasma – Lucas Verreman, Yuksek - Los chicos de la Nickel – Scott Alario, Alex Somers                                         |
| Mejor diseño de sonido - El brutalista – Andy Neil, Steve Single - Rivales – Craig Berkey, Paul Carter - Dahomey – Nicolas Becker - Dune: Part Two – Richard King, Dave Whitehead - Pepe – Nahuel Palenque - La sustancia – Valérie Deloof, Victor Fleurant                          | Mejor película animada - Blue Giant – Yuzuru Tachikawa - Flow – Gints Zilbalodis - Memoir of a Snail – Adam Elliot - Sanatorium Under the Sign of the Hourglass – Quay Brothers - Wallace & Gromit: Vengeance Most Fowl – Nick Park, Merlin Crossingham - The Wild Robot – Chris Sanders              |
| Mejor documental - Tardes de soledad – Albert Serra - Alma del Desierto – Mónica Taboada Tapia - Dahomey – Mati Diop - A Fidai Film – Kamal Aljafari - Intercepted – Oksana Karpovych - No Other Land – Basel Adra, Hamdan Ballal, Yuval Abraham, Rachel Szor                        | Mejor debut - Blue Sun Palace – Constance Tsang - La red fantasma – Jonathan Millet - Janet Planet – Annie Baker - Mexico will no longer exist! – Annalisa D. Quagliata Blanco - No Other Land – Basel Adra, Hamdan Ballal, Yuval Abraham, Rachel Szor - Problemista – Julio Torres                   |
| Mejor intérprete revelación - Mahmood Bakri – Hacia una tierra desconocida - Jack Haven – El brillo de la televisión - Clarence Maclin – Las vidas de Sing Sing - Mikey Madison – Anora - Abou Sangaré – La historia de Souleymane - Ryland Brickson Cole Tews – Hundreds of Beavers | |
| | |

## Películas con múltiples nominaciones
| Película | Nominaciones | Premios |
| -------- | ------------ | ------- |
|          |              |         |